# Душан Митевић
Душан Митевић (Пљевља, 3. фебруар 1938 — Београд, 30. мај 2003) био је новинар и друштвено-политички радник СР Србије.

## Биографија
Основну школу је завршио у Пљевљима, а гимназију у Приштини. На Правном факултету у Београду дипломирао је 1961. године. Током студија је био политички активан и био председник Савеза студената Београда и Централног комитета Савеза омладине Србије.
Као новинар сарађивао је у листовима Социјализам, Гледишта, Наше теме, Политика и НИН. Од 1967. радио је на Телевизији Београд, где је био новинар, главни и одговорни уредник, а од 1989. до 1991. генерални директор РТБ. Оставку на функцију директора поднео је након великих демонстрација опозиције марта 1991. године.
Био је члан Савеза комуниста, од 1986. био је члан Председништва Градског комитета Савеза комуниста Београда. Крајем 1980-их припадао је политичкој групи Слободана Милошевића, која је тријумфовала након Осме седнице ЦК СК Србије. Током 1990-их постао је критичар режима Слободана Милошевића и његов супруге Мире Марковић.
Био је ожењен глумицом Биљаном Ристић и са њом имао сина Адама.